# Гертруда Некрономикон
Гертруда Некрономикон (англ. Olive Specter) — персонаж игр серии The Sims. Появляется в The Sims 2, The Sims 3 и The Sims 4. Гертруда — пожилая женщина, живущая вместе со своей племянницей Офелией в небольшом особняке, во дворе которого располагается кладбище. В среде фанатов The Sims Гертруда приобрела культовый статус. Теории, связанные с массовыми убийствами персонажей на её участке, в том числе и троих мужей стали самыми популярными среди фанатов The Sims после исчезновения Беллы Гот.

## Описание
Гертруда — пожилая женщина, представленная в The Sims 2. Она является жительницей Китежграда — одного из трёх базовых городков и живёт на улице «Глухой тупик», 13. Гертруда живёт в своём особняке вместе с племянницей — подростком Офелией Некрономикон. Сама Гертруда пребывает в глубокой старости и умирает через два игровых дня.
Во дворе участка находится кладбище или 19 надгробий, среди которых стоит кресло, внутри дома также стоят две урны. Ночью некоторые призраки восстают из могил и бродят по участку. Среди умерших симов на участке Гертруды — её бывшие мужья, родственники, так и случайные симы. В основном симы умерли от удара током и голода. Предполагается, что Гертруда причастна к их смертям. За всю свою жизнь женщина стала свидетельницей 21 смерти. Гертруда была трижды замужем и только третий муж умер от старости, один из умерших  — возлюбленный, бросивший женщину у алтаря. Среди умерших симов в том числе её сестра Уиллоу, утонувшая со своим мужем на участке Гертруды.
Согласно воспоминаниям Гертруды, она вступила в любовные отношения со жнецом смерти, специальным NPC, который появляется после смерти персонажа и родила от него Типуса Нервуса — другого жителя Китежграда. У самого Нервуса отсутствует отец в генеалогическом древе. Также между ним и Гертрудой нет никаких отношений, так как Типуса забрали ещё в действе социальные службы.
Молодая Гертруда появляется в The Sims 3 в загружаемом городке Миднайт Холлоу с маленьким сыном Нервусом. В этой временной линии она уже успела стать несколько раз вдовой.
Альтернативная версия Гертруды — Олива Фантом, появляется в дополнении к The Sims 4 — «Жизнь и Смерть». Она живёт во Вранбурге вместе со своим сыном Нионом, альтернативной версией Типуса Нервуса и новым женихом Лэйном Коффином. Гертруда является взрослой женщиной, она уже несколько раз стала вдовой, как и в The Sims 2, её мужья или возлюбленные умирали при таинственных обстоятельствах. Гертруда также состояла в романтических отношениях со жнецом смерти и родила от него Ниона. Оливия живёт в особняке при кладбище.

## Восприятие
Гертруда — один из самых известных персонажей серии The Sims. Тайны, связанные вокруг смертей её мужей и родственников остаются самыми популярными после исчезновения Беллы Гот среди фанатов франшизы. Фанаты называют историю Гертруды самой мрачной в серии, её прозвали серийной убийцей. Фанатами серии выдвигались разные теории относительно произошедшего, от того, что Гертруде просто не везло и она просто стала свидетельницей множества смертей, до того, что она убивала симов, чтобы как можно чаще встречаться со жнецом смерти или что она вместе со жнецом убила множество симов, чтобы скрыть свидетельства своего нечестивого союза.
Редакция The Gamer заметила, что может быть для казуальных игроков Гертруда оставалась лишь одним из персонажей в игре с кладбищем на собственном участке, но она определённо обладает культовым статусом среди верных фанатов и любителей теорий заговоров. История Гертруды — одна из главных причин, почему скрытые истории в играх The Sims могут быть поистине мистическими и ужасающими. Редакция выразила надежду увидеть Гертруду в предстоящей экранизации. Редакция Game Rant выразила надежду увидеть Гертруду в The Sims 5, заметив, что игроки определённо оценят её зловещую предысторию.